# Kensington Oval
Le Kensington Oval est un stade situé à l'ouest de la capitale Bridgetown sur l'île de la Barbade.
C'est la principale installation sportive de l'île et est principalement utilisée pour le cricket. Surnommé La Mecque du cricket , le stade a accueilli de nombreux tournois régionaux et internationaux de cricket au cours de son histoire de plus de 120 ans. 

## Histoire
Les matchs de cricket commencent en 1882 lorsque le Pickwick Cricket Club devient propriétaire officiel du terrain. Le premier match international organisé a eu lieu en 1895 lorsque l'équipe de Slade Lucas a visite l'île.  
Les tribunes de l'ovale de Kensington ont été largement reconstruites pour la Coupe du monde de cricket 2007 dans le cadre d'un réaménagement du stade. La démolition de l'ancien stade a commencé comme prévu en juin 2006. La conception du nouveau stade a été confiée au groupe Arup qui a mené les travaux de la fin septembre au début octobre 2006. Les noms des anciens stands qui composaient le stade de Kensington étaient le stand George Challenor, le Hall and Griffith, le Kensington, le Mitchie Hewitt, le Pickwick et le stand Three Ws ainsi que le Peter Short Media Center. La plupart de ces noms ont été conservés. 
Le concept de tribunes séparées du stade original a été conservé afin d'offrir de l'ombre au spectateurs, de maximiser l'apport de lumière et de permettre une aération optimale. Afin d'éviter la formation de marais saumâtres, le terrain a bénéficié d'un apport de matériaux conçus pour faciliter l'écoulement et la récupération des eaux de pluie, dans un pays où les pluies abondantes sont fréquentes. Outre l'utilisation de matériaux provenant des ressources de l'île, le projet devait également tenir compte des risques associés aux cyclones et aux tremblements de terre. Les tribunes ont été pensées pour le confort des spectateurs et des joueurs.  

## Galerie

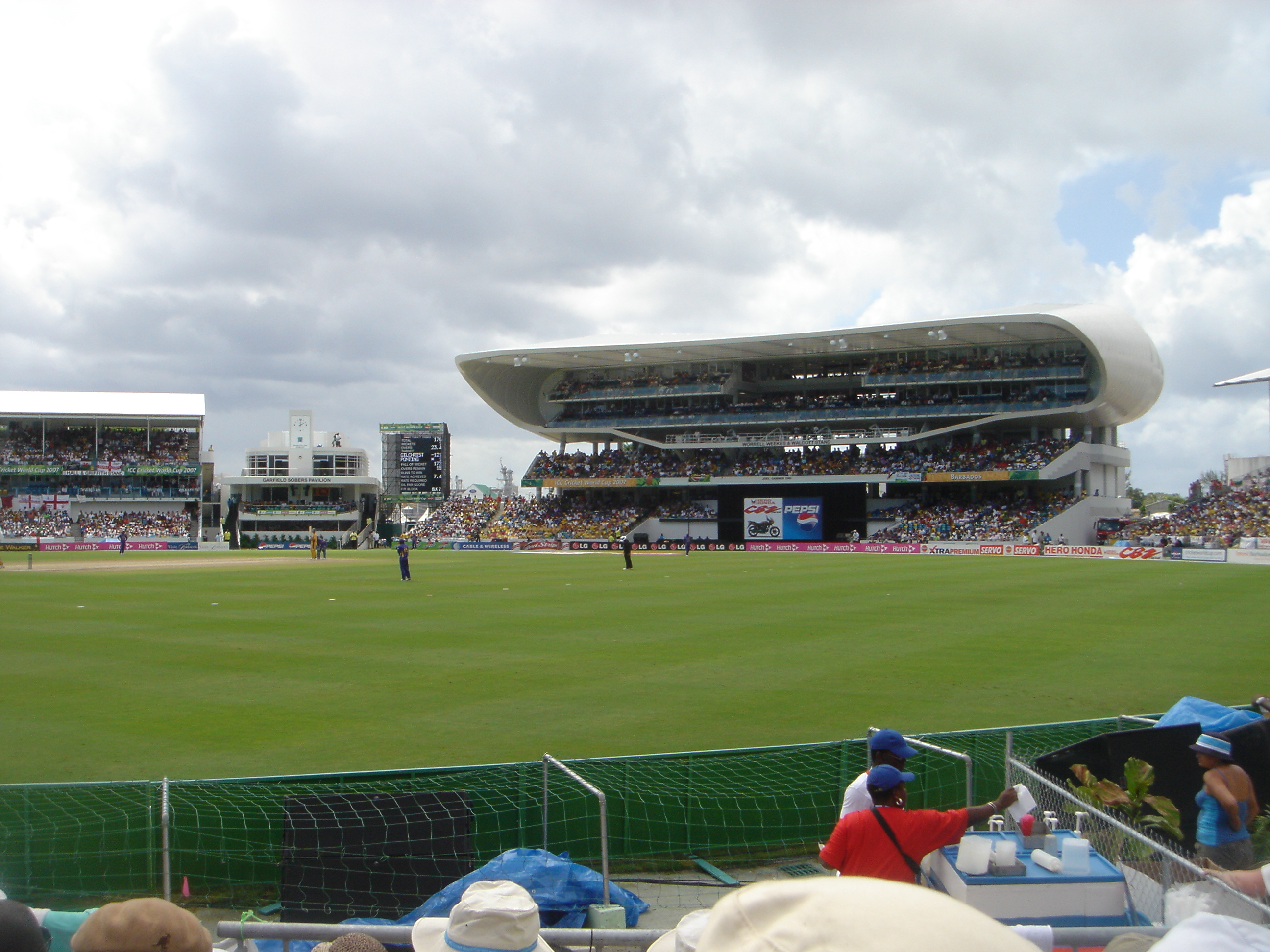
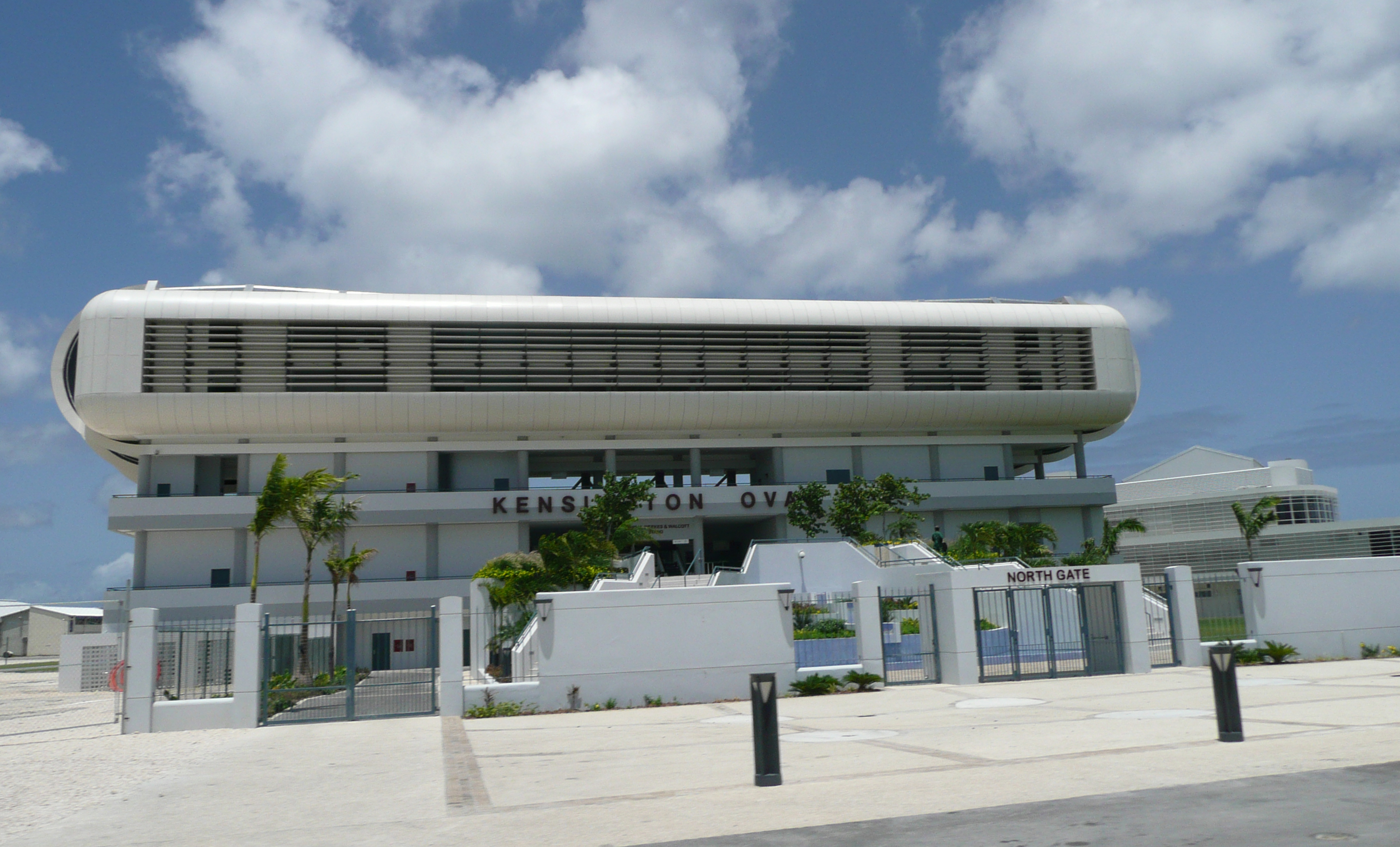
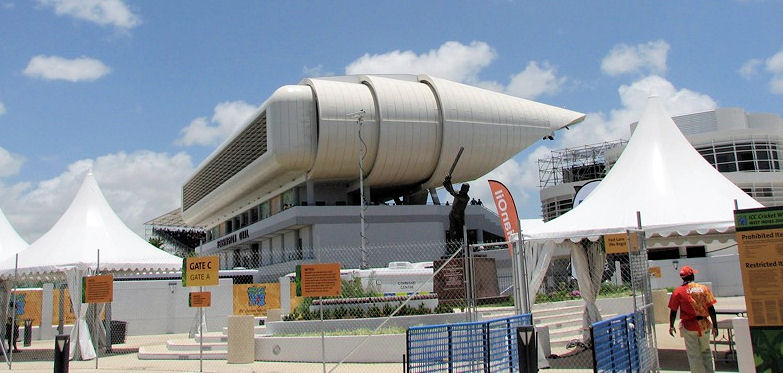
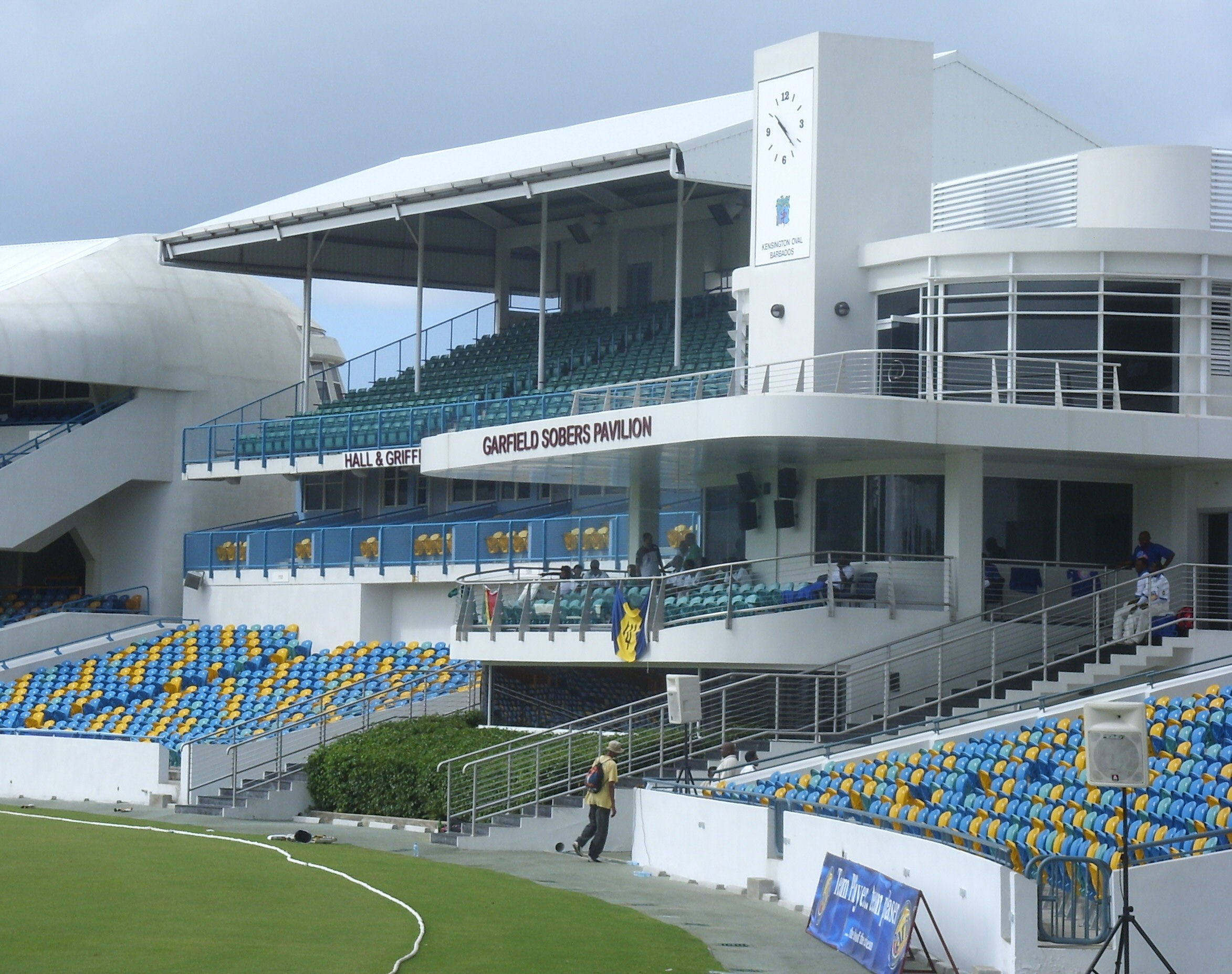
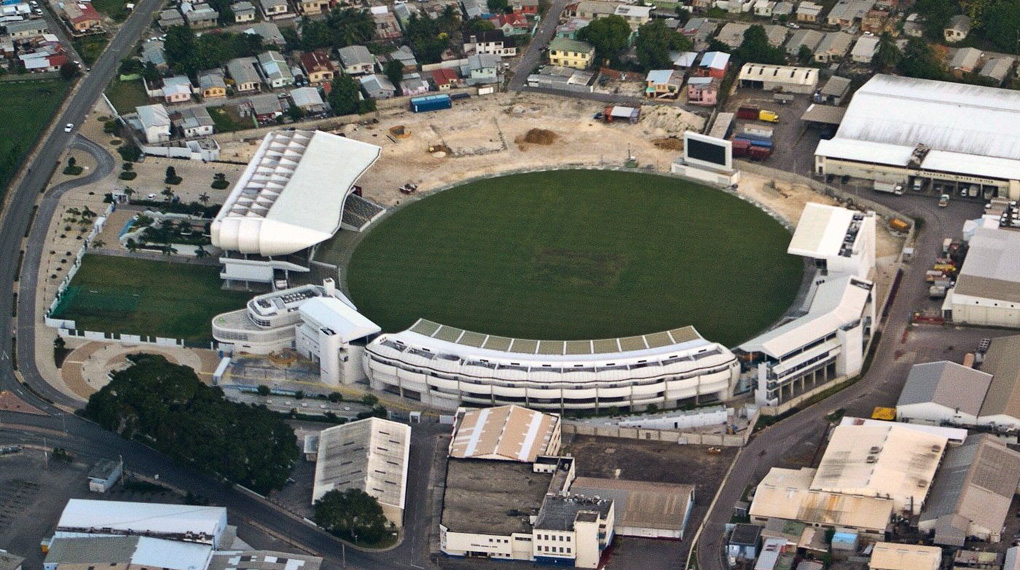